# Richland (Mississippi)
Richland est une ville du Comté de Rankin, dans l'État du Mississippi aux États-Unis.